# Vallikunnu
Vallikunnu är en ort i Indien.   Den ligger i distriktet Kozhikode och delstaten Kerala, i den södra delen av landet, 2 000 km söder om huvudstaden New Delhi. Vallikunnu ligger 12 meter över havet och antalet invånare är 22 853.
Terrängen runt Vallikunnu är platt. Havet är nära Vallikunnu åt sydväst. Runt Vallikunnu är det mycket tätbefolkat, med 1 956 invånare per kvadratkilometer. Närmaste större samhälle är Calicut, 14,0 km norr om Vallikunnu.